# Hos Jihde
Hos Jihde är ett svenskt underhållningsprogram som hade premiär i december 2006, där värden Peter Jihde intervjuar svenska celebriteter.

## Gäster
Fredrik Reinfeldt, Mikael Larsson, Bosse Parnevik och Markoolio har gästat programmet.